# La mano sinistra
La mano sinistra (La Main gauche) è una raccolta di racconti in lingua francese di Guy de Maupassant, pubblicata per la prima volta dall'editore Paul Ollendorff nel 1889.

## Racconti
La raccolta comprende i seguenti undici racconti:
- Alluma (Allouma, pubblicato dapprima a puntate sul quotidiano L'Écho de Paris dal 10 al 15 febbraio 1889[1])
- Hautot padre e figlio (Hautot père et fils, pubblicato dapprima su L'Écho de Paris del 5 gennaio 1889[2][3])
- Boitelle (Boitelle, pubblicato dapprima su L'Écho de Paris del 22 gennaio 1889[4])
- L'attendente (L'Ordonnance, pubblicato dapprima su Gil Blas del 23 agosto 1887[5])
- Il coniglio (Le Lapin, pubblicato dapprima su Gil Blas del 19 luglio 1887[6])
- Una sera (Un soir, pubblicato dapprima su L'Illustration del 19 gennaio 1889[7])
- Gli spilli (Les Épingles, pubblicato dapprima su Gil Blas del 10 gennaio 1888[8])
- Duchoux (Duchoux, pubblicato dapprima su Le Gaulois del 14 novembre 1887[9])
- L'appuntamento (Le Rendez-vous, pubblicato dapprima su L'Écho de Paris del 23 febbraio 1889[10])
- Il porto (Le Port, pubblicato dapprima su L'Écho de Paris del 15 marzo 1889[11])
- La morta (La Morte, pubblicato dapprima su Gil Blas del 31 maggio 1887[12])

## Edizioni
- Guy de Maupassant, La main gauche, Paris: Paul Ollendorff, 1889[13]
- Guy de Maupassant, Contes et nouvelles; Tomo II, texte établi et annoté par Louis Forestier; préface d'Armand Lanoux; introduction de Louis Forestier, Collezione Bibliothèque de la Pléiade 253, Paris: Gallimard, 1974, ISBN 978-2-07-010805-3
- Guy de Maupassant, La mano Sinistra: Novelle; traduzione di Dario Cinti, Milano: Casa Ed. Sonzogno, 1917
- Guy de Maupassant, Il porto e altri racconti; a cura di Camillo Sbarbaro, Milano: Bompiani, stampa 1945
- Guy de Maupassant, Tutte le novelle e i racconti; a cura di Lucio Chiavarelli; introduzione generale di Giacinto Spagnoletti; Collezione I mammut 81, Roma: Grandi Tascabili Economici Newton, 2005, ISBN 88-541-0440-X